# Les Monstres (téléfilm)
Pour les articles homonymes, voir Les Monstres.
Pour plus de détails, voir Fiche technique et Distribution.
Les Monstres (Here Come the Munsters) est un téléfilm américain réalisé par Robert Ginty et diffusé en 1995 sur le réseau FOX. Le téléfilm est basé sur la série télévisée Les Monstres. Contrairement au précédent téléfilm, Munster's Revenge, celui-ci ne s'inscrit pas dans la continuité de la série originale.

## Synopsis
Après avoir été chassés de leur Transylvanie natale par des paysans en colère, les Monstres décident de se rendre chez Elsa la sœur d'Herman, en Amérique. Sur place à Los Angeles, ils découvrent que quelque chose ne va pas : l'oncle Norman à mystérieusement disparu, tante Elsa se trouve dans un profond sommeil prolongé et la jeune Marilyn est livrée à elle-même. Les Monstres vont devoir résoudre ce mystère et apprendre à vivre dans cette banlieue où les voisins sont facilement effrayés par leur présence...

## Fiche technique
- Titre original : Here Come the Munsters
- Titre français : Les Monstres
- Réalisation : Robert Ginty
- Scénario : Bill Prady, Jim Fisher et Jim Staahl
- Musique : Michael Skloff
- Photographie : Paul Maibaum
- Montage : Dale Beldin et Marshall Harvey
- Production : Michael S. Murphey, Leslie Belzberg et John Landis
- Société de production : Universal Television
- Distribution : FOX
- Pays :  États-Unis
- Langue : anglais
- Format : Couleur - Son : Mono - 1,33:1
- Genre : Comédie horrifique, fantastique
- Durée : 96 minutes
- Dates de diffusion : 
  - États-Unis : 31 octobre 1995 sur FOX
  - France : 6 novembre 1997 (en VHS)

## Distribution
- Edward Herrmann (VF : Richard Darbois) : Herman Munster
- Veronica Hamel (VF : Véronique Augereau) : Lily Munster
- Robert Morse (VF : Jean-Pierre Moulin) : Grand-père Dracula Munster
- Mathew Botuchis (VF : Jehan Pagès) : Eddie Munster
- Christine Taylor (VF : Véronique Alycia) : Marilyn Hyde
- Troy Evans : Detective Warshowski
- Sean O'Bryan (VF : Georges Caudron) : Detective Cartwell
- Joel Brooks : Larry Walker
- Jeff Trachta (VF : Jean-François Vlérick) : Brent Jeckyll
- Max Grodénchik (VF : Jean-François Vlérick) : Norman Hyde
- Judy Gold : Elsa Munster Hyde
- Mary Woronov : Mrs. Edna Dimwitty
- Amanda Bearse (VF : Kelvine Dumour) : Mrs. Pearl
- Yvonne De Carlo : Caméo dans un restaurent
- Al Lewis : Caméo dans un restaurent
- Butch Patrick : Caméo dans un restaurent
- Pat Priest : Caméo dans un restaurent

## Autour du téléfilm
Bien que le téléfilm reprenne les personnages et les thématiques de la série Les Monstres il ne s'inscrit pas dans le canon des précédentes aventures des Monstres. Dans la série, Marilyn est la nièce de Lily alors que dans ce téléfilm elle est la nièce d'Herman. De même que la voiture familiale des Monstres qui, dans la série, est un cadeau d'anniversaire pour Herman alors que dans ce téléfilm il s'agit d'une invention du grand-père.
Bien que, comme pour la série Les nouveaux monstres sont arrivés, aucun des acteurs de la série d'origine n'ait repris son rôle, Yvonne De Carlo, Al Lewis, Butch Patrick et Pat Priest font cependant une petite apparition dans le restaurant où Herman travaille. Il manque Fred Gwynne malheureusement décédé deux ans avant ce téléfilm.
Lors de sa diffusion originale sur le réseau FOX, Les Monstres a été suivi par 12,7 millions de téléspectateurs.